# Rohan Gunaratna
Rohan Gunaratna, nacido en Sri Lanka, 1961, es director del Centro Internacional para la Violencia Política e Investigación del Terrorismo, en la Nanyang Technological University en Singapur. Es socio destacado en el Centro Jebsen de Estudios Antiterroristas, de la Fletcher School for Law and Diplomacy y miembro honorario del Instituto Internacional de Política Antiterrorista en Israel. Ha desempeñado labores de consejero de distintos cuerpos de seguridad del Reino Unido y Estados Unidos.

## Publicaciones
Es autor de multitud de libros acerca del terrorismo islámico, siendo el más conocido de todos ellos "Inside Al Qae'da" (Paperback - April 30, 2002). El libro es un intento de explicar la ideología, estrategias y estructura de la organización terrorista.
Se trata de una obra que ha recibido gran crédito en determinados círculos políticos pero que ha sido también criticada, especialmente en lo referente a los planes de la organización terrorista de atacar el Parlamento Británico. Las críticas se centran en que el autor basa dichas afirmaciones en el testimonio de un único prisionero, que pudieran resultar o no ciertas en la medida en que se sean refrendadas por un número mayor de evidencias.